# Stefan Eck
Stefan Eck (Homburg, 8 gennaio 1956) è un politico tedesco.

## Biografia
Eck viene eletto nel 2014 al Parlamento europeo con il Partito per l'Umanità, l'Ambiente e la Protezione degli Animali. È vicepresidente dell'Intergruppo per il benessere degli animali e la conservazione e membro a pieno titolo della commissione per l'ambiente, la sanità pubblica e la sicurezza alimentare. È anche membro sostituto della commissione per l'agricoltura e lo sviluppo rurale e della commissione per i diritti della donna e l'uguaglianza di genere e le delegazioni per le relazioni con la Repubblica popolare cinese, i paesi dell'Asia meridionale, i paesi del Sud-Est asiatico e l'Associazione del Sud-Est Stati asiatici e per le relazioni con la penisola coreana. È anche membro fondatore del gruppo di interesse interparlamentare "MEPs for Wildlife". Le sue attività principali comprendono i diritti umani e degli animali e la protezione dell'ambiente. Stefan Bernhard Eck è entrato a far parte di Partito Ecologico-Democratico nel gennaio 2020.